# Лернер Йосип Ієгуда
Лернер Йосип Ієгуда (Йосип Михайлович)(1849–1907) — історик Одеси першої половини ХІХ ст., здебільшого історії євреїв

## Життєпис та науковий доробок
Народився у Бердичеві.
У 1860-ті був вільно слухачем Імператорського Новоросійського університету. Тоді ж розпочав співпрацю з «Одесским вестником». Свої перші статті публікував російською та єврейською (іврит та ідиш) мовами. Організував єврейський театр в Одесі, для якого писав п'єси. Виступав у газетах проти ритуальних процесів над євреями, зокрема, у Кутаїсі. Потрапив у в'язницю за фінансову аферу. В ув'язненні опублікував два випуски журналу «Записки заключенного». Згодом прийняв православ'я. Працював на посаді редактора неофіційної частини «Ведомостей одесского градоначальства». Газета стала важливим чинником розвитку краєзнавства в Одесі. На її сторінках публікувались статті О. та М. Лернерів, М. Шимановського, О. Де-Рибаса та інших, в яких було оприлюднено важливі архівні матеріали з історії Одеси.
Разом з С. Пеном О. Лернер був першим, хто отримав доступ до архівних матеріалів з історії євреїв в Одесі, що зберігались в архіві колишнього Новоросійського та Бесарабського генерал-губернатора. Підсумком декілька річної праці у цьому архіві була публікація декількох десятків статей, присвячених різним аспектам внутрішнього побуту євреїв в Одесі у першій половині ХІХ ст. Здебільшого він цікавився політикою урядовців Російської імперії, наприклад, М. Воронцова, щодо одеських євреїв. Праці О. Лернера позбавлені глибокого аналізу. Всі рішення уряду він не піддавав сумніву. Всі його праці відрізнялись апологетичним тоном. Яскраво відбилась в історичних працях суспільно-політична позиція автора щодо єврейського питання. Він вважав, що євреї мають бути асимільовані у Російській імперії шляхом якомога ширшого просвітництва. Серед праць написаних на івриті привертає увагу компілятивна брошура про хазар. В окремій брошурі опублікував праці, що не були присвячені історії євреїв: хронологічний перелік урядовців Новоросійського краю та нарис історії одеського оперного театру.
Заслугою О. Лернера було впровадження до наукового обігу цілої низки архівних документів. Деякі з них автор наводив у повному вигляді, виступаючи в ролі археографа.

## Праці
- Евреи в Новороссийском крае. — Одесса, 1901; Одесская старина. — Одесса, 1902.